# Bakel (Sénégal)
Pour les articles homonymes, voir Bakel.
Bakel est une localité et une commune du Sénégal oriental, chef-lieu du département de Bakel, région de Tambacounda. Elle est située sur la rive gauche du fleuve Sénégal, qui marque la frontière avec la Mauritanie en rive droite vers le Mali.
Bakel est une zone géographiquement Touristique avec une distance 667 km entre elle et la capitale sénégalaise Dakar qui est de 667km 
un très beau paysage l’entoure avec des ethnies diversifiées 
le climat qui connaît parfois des hausses de degrés entre 25 à 40 degrés 

## Géographie

### Localisation
Les localités les plus proches sont Korera, Lekselba, Boutanda, Bordé Diawara, Alahina, Bema, Moribougou, Diaguili, Koungani et Tourimé. Dakar, la capitale, se trouve à 687 km.
|       | Moudéry |                       |
| Gabou | Bakel   | Gouraye ( Mauritanie) |
|       | Gabou   |                       |

### Géologie et relief
Bakel est située le long du fleuve Sénégal, au milieu de buttes rocheuses. Le climat y est très chaud et aride, et le sable très présent. Trois grandes unités géomorphologiques recouvrent le territoire du département :
- les plateaux du continental terminal (correspondant aux 2/3 ouest du département),
- la zone de socle (correspondant au tiers est du Département)
- les alluvions des vallées du Sénégal et de la Falémé (à la frontière est du Département). Ces grandes unités déterminent de façon très nette les potentialités de mise en valeur du Département.

### Hydrographie
- Fleuve Sénégal

### Voies de communication et transports
Bakel possède un aéroport (code AITA : BXE).

## Histoire

### Origines

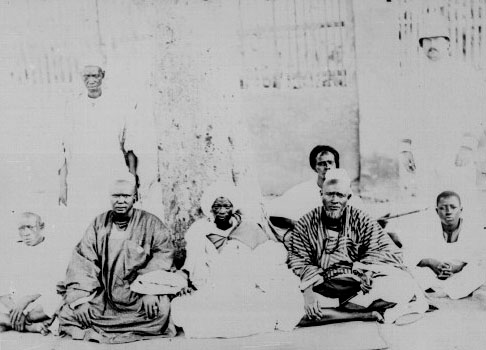
« Diobé, chef de Bakel, et ses principaux notables » (1887-1888).

Selon les entretiens effectués à Bakel par Saliou Diallo, l’emplacement de Bakel aurait d’abord été occupé par les Wane, dont le doyen était Abdoulaye Wane, un marabout originaire de Bumba (Fuuta). Au moment de leur installation à Bakel, lui et ses talibés étaient venus avec leur bétail et campaient en dessous des collines situées derrière l’actuelle préfecture de Bakel. Leurs activités étaient limitées à l’élevage et aux études coraniques. C’est là que s’installa au début du XVIIe siècle une partie de la famille N’diaye, qui avait dû partir en exil vers les terres soninké à la suite des querelles de succession régnant dans l’ancien empire Jolof. L’exil temporaire s’étant transformé en migration permanente, les N’Diaye d’origine wolof s’intégrèrent peu à peu aux populations soninké , tout en gardant une relative autonomie.

### Période coloniale

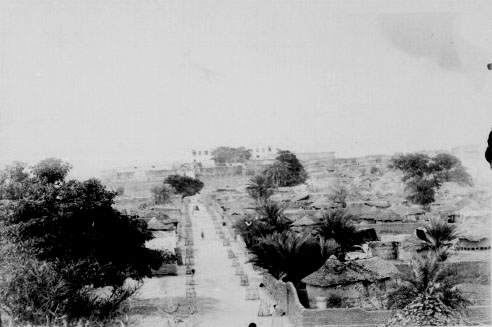
« Une rue de Bakel après les travaux de voirie et les plantations ordonnées par le colonel Galliéni ».

Au xviiie siècle, les Français commencèrent à s'établir dans la région, établissant le fort de Saint-Joseph de Galam  ( Makhana Toubaboukane ) qui leur servait de garnison et de lieu de troc avec les souverains du Gajaaga, auprès desquels ils se procuraient de nombreux esclaves. Le commerce y fut extrêmement prospère et constitua la principale source d'esclaves pour les traites négrières en partance du comptoir de Saint-Louis-du-Sénégal, jusqu'au moment où la France dut céder au Royaume-Uni ses établissements du haut fleuve, en 1759.
Après avoir recouvré ses possessions au Sénégal par le traité de Paris de 1814, le gouvernement de la Restauration, désireux, au retour de la paix, de « renouer la chaîne des temps », décide-t-il d'envoyer dès la reprise du Sénégal, une mission pour rétablir "les anciennes relations d'amitié et de commerce qui existaient autrefois entre les habitants du Sénégal et ceux de Galam (Circulaire du gouverneur au tounka et aux principaux du royaume de Galam, 10 février 1817, citée par G. Hardy).
En 1818, le capitaine de frégate de Mélay et l'ingénieur de Chastellus furent chargés, entre autres tâches, de rechercher l'emplacement d'un nouveau fort. La baisse des eaux ayant contraint la petite flottille à s'arrêter à Bakel, c'est en ce lieu que le détachement débarqué édifia le poste, sur la rive gauche du fleuve Sénégal, à 900 kilomètres de Saint-Louis.
L'explorateur français René Caillié y aurait fait étape lors de son voyage vers Tombouctou. Depuis sa demeure perchée sur une colline (la « montagne centrale »), on découvre un panorama sur la vieille ville.
Le fort bâti sur une colline protège le comptoir et le village. À deux cents mètres du fort, le comptoir est entouré d'une faible muraille pourvue d'embrasures et de meurtrières, et a été construit par la Compagnie de Galam qui, de sa création en 1824 à la proclamation de la liberté du commerce en 1848, a bénéficié du privilège exclusif du commerce du haut Sénégal pendant les mois de l'année où la baisse des eaux suspend la navigation sur le fleuve. Au contraire, pendant la crue, c'est-à-dire du 1er août au 31 décembre, le commerce était libre et les traitants de Saint-Louis venaient alors s'installer dans le village étalé au pied des collines. Il est lui aussi ceinturé par une muraille de terre glaise qui lui assure une protection grossière. Faidherbe évalue la population de Bakel à 800 habitants en 1848 (Mémoire sur les travaux à faire en 1854 au poste de Bakel pour améliorer et compléter son casernement et son système de défense, ANS aM D P P C Sénégal 576, cité par Roger Pasquier), mais elle s'enfle au moment où les embarcations de Saint-Louis viennent y jeter l'ancre.
Selon l'historien Roger Pasquier, Bakel offre alors le même spectacle coloré que les basses escales quelques semaines plus tôt. On y voit une véritable flotte de navires de tout tonnage et de toute forme serrés les uns contre les autres et selon leur tirant d'eau mouillés au large ou amarrés à terre. Chacun de ces navires avait une triple ceinture de canots et de pirogues chargés à couler bas…. Toutes les langues de l'Afrique depuis l'arabe vulgaire des nomades du Sahara jusqu'au patois mêlé de yoloff des gens de Saint-Louis. On riait, on chantait, on se querellait, on dansait. "L'escale est le rendez-vous des caravanes. Sitôt arrivés, leurs chefs se trouvaient… entourés par vingt maîtres de langues cherchant tous à les attirer par mille caresses, par mille séduisantes promesses" (Anne Raffenel, Nouveau voyage dans le pays des nègres, cité par Pasquier 1987, p. 266).
La gomme est alors le principal aliment du commerce de Bakel. Apportée par les Maures Dowich dont le pays succède à celui des Brakna, elle est blanche et en général moins dure que celle des basses escales. La Compagnie de Galam s'en assurait la plus grande part, puis après elle les traitants qui représentent les maisons de commerce de Saint-Louis. Pour la période 1845-1850, la moyenne annuelle des gommes expédiées au chef-lieu s'établit à 725,9 tonnes. Le gouverneur Baudin déclarait avec quelque exagération que « la gomme est à peu près le seul commerce à Bakel ». L'or, apporté par des caravanes de Maures Tichit et surtout par les Sarakollé, était au second rang des échanges commerciaux. Il en aurait été traité en moyenne pour 260,000 francs par an entre 1845 et 1849. Viennent ensuite les cuirs (pour 142.000 F.), l'ivoire et la cire. Si on en croit le rapport établi par le directeur des Colonies en 1850, la gomme représenterait 72,35 % des transactions, l'or 15,30 % et les cuirs 8,23 % (Mémoire de remise de service, 16 août 1850, ANSOM Sénégal l 37 a., cité par Pasquier 1987)
En dehors des produits destinés à l'exportation; les traitants de Bakel contribuaient à l'approvisionnement de Saint-Louis en achetant du mil, du beurre végétal renommé sous le nom de beurre de Galam et des bœufs. Les traitants offraient à Bakel un assortiment de marchandises guère différent de celui des basses escales, la guinée de l'Inde y jouant le même rôle écrasant En 1851-1852, 52,463 pièces y avaient été troquées. Sucreton, calicot, escamite, roum et madapolam complètent avec les pagnes la rubrique des tissus. L'ambre et le corail semblaient assez recherchés, tout comme la poudre et les fusils, et le sel, dont le haut pays est absolument privé. Ainsi, bénéficiant de la supériorité des transports fluviaux sur les caravanes, les Français avaient réussi à éliminer les Maures de l'approvisionnement du pays de Galam. Au total, pour la période 1845-1849, la valeur moyenne des produits recueillis représentait le tiers des exportations de Saint-Louis (Pasquier 1987, p. 267-270).
Le fort de Bakel, base militaire et commerciale de la Compagnie du Galam, était alors le centre de la présence française dans le Haut-fleuve. Plus de la moitié de la population commerçante de Saint-Louis y participait, ce qui réclamait la participation d'environ un millier de laptots travaillant sur les barques de marchandises, et les traitants malchanceux aux basses escales venaient tenter d'y réparer leurs pertes aux côtés de leurs confrères habitués à ce commerce. Selon l'abbé Boilat, "Ia traite de N'Galam" était alors la seule ressource du Sénégal, et l'unique escale où les français pouvaient espérer faire de bonnes affaires (Abbé Boilat, Esquisses sénégalaises, 1853, p. 440, cité par Pasquier 1987). La flottille de petits bateaux qui montait à l'époque des hautes eaux ne limitait cependant pas son champ d'activité aux escales de Bakel et de Sénoudébou, mais se répandait dans de nombreux marigots et visitait de nombreux villages tels qu'Yaffré, Toubaboukané et Makhana. Cette dispersion y familiarisait les populations riveraines avec de nouvelles habitudes commerciales, créant des besoins nouveaux en les accoutumant à d'autres produits. Cependant, Roger Pasquier note que si la guinée de l'Inde, unité monétaire généralement bien acceptée, y trouvait un débouché intéressant, la vivacité de artisanat textile local rendait difficile la pénétration des tissus européens. Les cotonnades du Galam étaient en effet appréciées pour la finesse du tissu et la qualité de la teinture.

#### Essor de Bakel dans la seconde moitié duXIXesiècleet annexion du village à la colonie française du Sénégal
C'est cependant en 1848, avec la dissolution de la compagnie du Galam et l'autorisation donnée aux commerçants de Saint-Louis de s'installer sur place, que la place commerciale de Bakel connaît un véritable essor. On assiste alors à une véritable fièvre de construction de chalands et de magasins. Selon le directeur du génie de l'époque, le capitaine Faidherbe, la population de Bakel a connu, en peu de temps une augmentation considérable : "Il y a mieux que des paroles pour prouver l'importance et l'avenir de Bakel, c'est l'accroissement prodigieux qu'il a pris depuis quelques années. La population, 800 habitants en 1848, est aujourd'hui de 8000 âmes" (op. cit.). Peut-être, le futur gouverneur exagère-t-il l'ampleur du phénomène mais il n'en est pas moins vrai, et tous les témoins le confirment, que depuis 1848, le haut pays exerce un puissant attrait sur les commerçants et les traitants de Saint-Louis. C'est ainsi que, dès 1851, le commandant du poste, Rey, informait le gouverneur que Bakel était en train de devenir "une ville, un grand centre de population" (lettre de Rey au gouverneur, cité par Pasquier 1987, p. 2073). Aussi, le ministre se réjouit-il "qu'une sorte de mouvement général porte maintenant vers le haut-fleuve les idées et les espérances du commerce local" (Gouverneur à ministre, 24 janvier 1851, idem). De son côté, Protet affirme que "l'avenir du Sénégal est tout entier dans le haut pays" (Gouverneur à ministre, Il octobre 1852, idem). Le nombre de commerçants saint-louisiens ayant augmenté, les terrains du poste étaient devenus insuffisants et les traitants établis hors des limites devaient payer une coutume au tunka du Gajaaga. Aussi, en septembre 1854, le commandant de poste acheta-t-il la plaine située au pied du fort, malgré les résistances des Bathily.
Plus que sur la gomme arabique, c'est sur l'arachide que se fonde désormais l'essor du comptoir commercial. Son commerce, qui avait jusque-là été négligé par la Compagnie du Galam du fait de son encombrement, se développe tout particulièrement à partir de 1848. Les grandes maisons de commerce de Saint-Louis recherchent en effet à favoriser sa production dans toutes les régions possibles afin de satisfaire la demande métropolitaine en huile d'arachide, principalement destinée à la production de savon. C'est ainsi que le gouverneur Protet recommande tout particulièrement au commandant de Bakel, Rey, d'étudier "le plus possible la culture de la pistache" (autre nom de l'arachide) (Gouverneur à commandant de Bakel, 30 janvier 1852, cité par Pasquier 1987, p. 2074). Rapidement, les résultats paraissent très encourageants et Protet signale au ministre, en août 1852, que "la culture des arachides a pris cette année un grand développement dans le haut pays. La production sera considérable" (Gouverneur à ministre, 21 août 1852, cité par Pasquier 1987). Quant à Carrère et Holle, ils font, avec enthousiasme, mention d'une récolte "d'une abondance merveilleuse et d'une qualité supérieure" (Carrère et Holle, De la Sénégambie p. 148., cité par Pasquier 1987). Les arachides de Galam sont alors réputées pour leur forte teneur en huile.

En 1891, le photographe Joannès Barbier documente le massacre de Toucouleurs opéré par les supplétifs bambaras pour le compte de l'armée française.

Photographies du massacre de Bakel, 1891
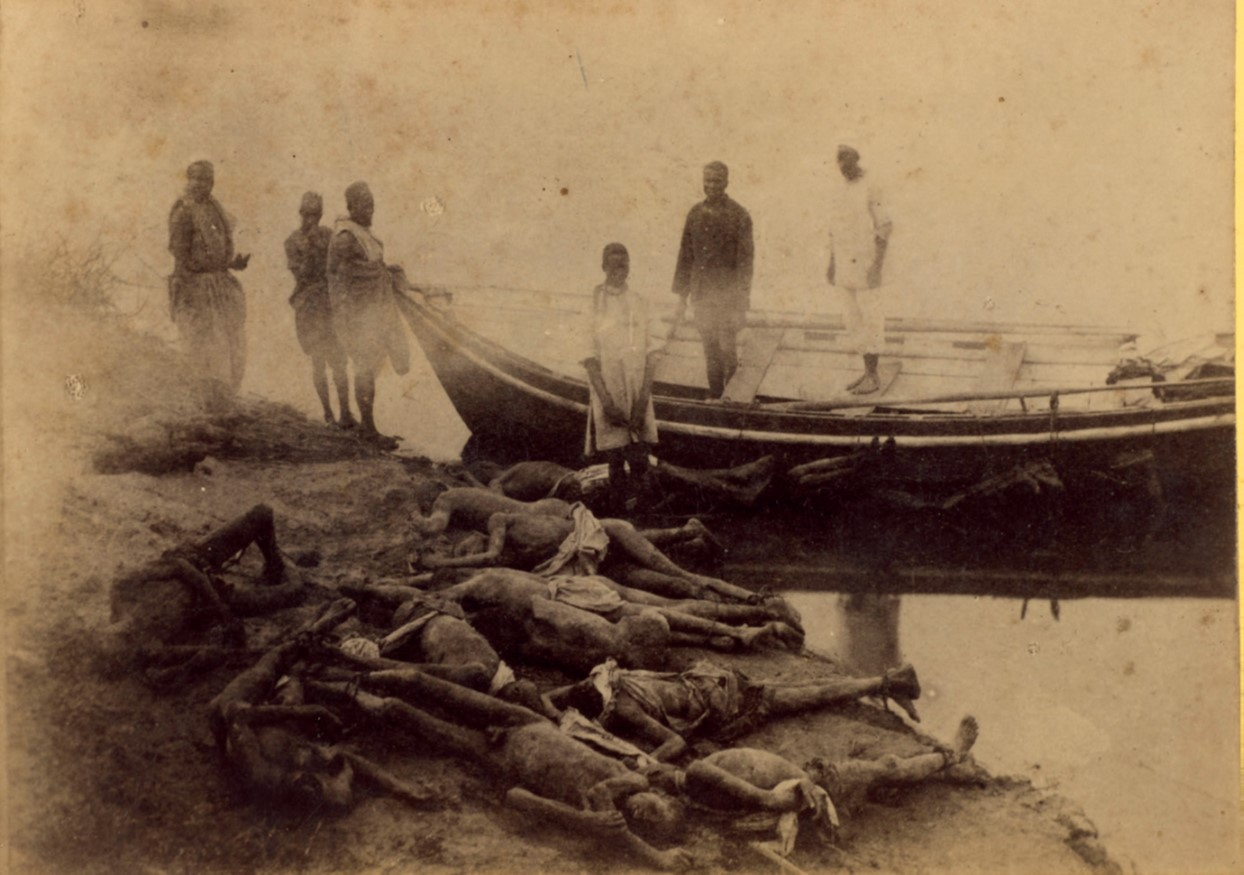
Joannès Barbier, « Les corps traînés au bord du fleuve pour être jetés à l’eau », janvier 1891, tirage aristotype collé sur carton, collection Musée de l'Armée.
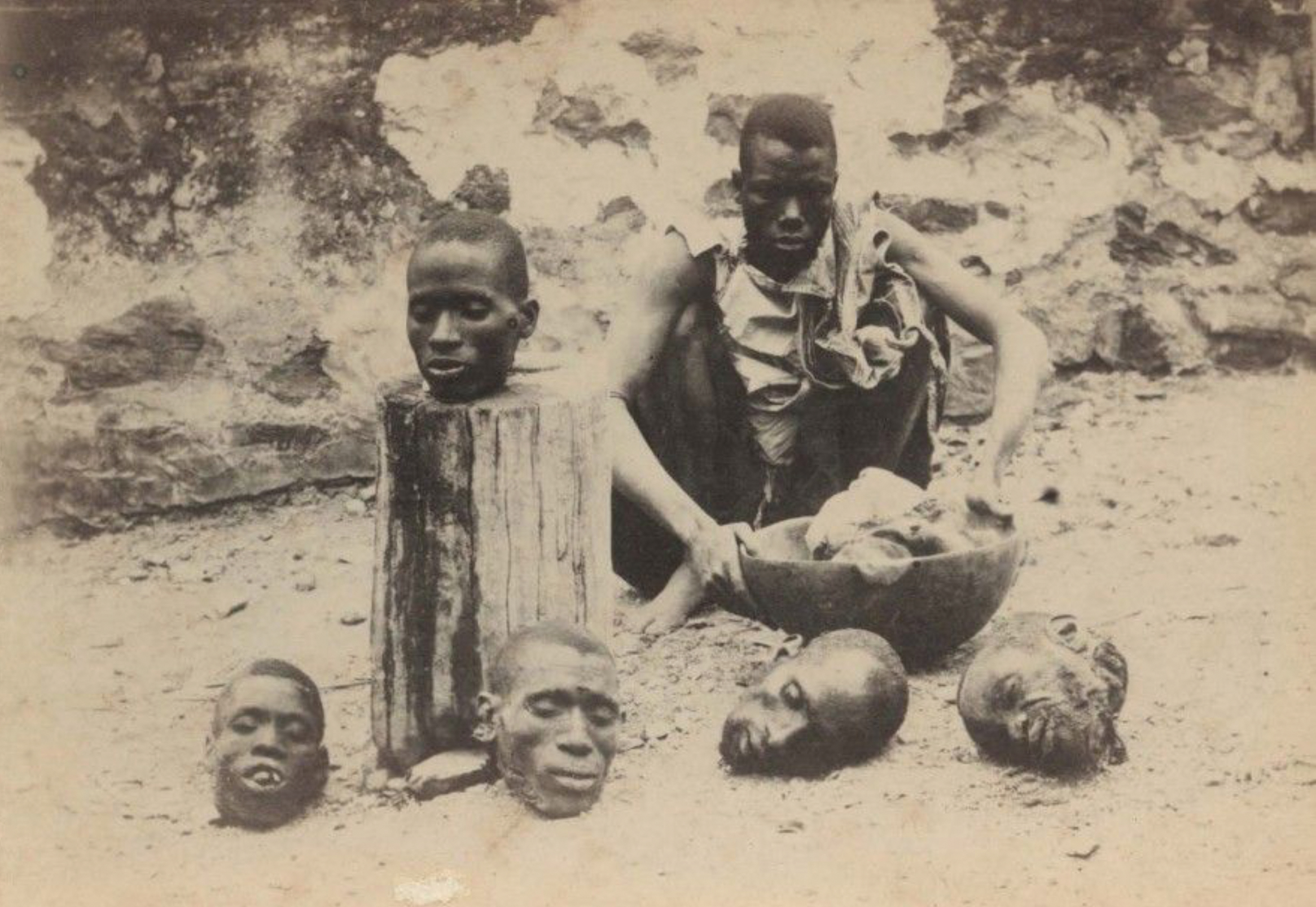
Joannès Barbier, «Indigène venant d'apporter à Bakel des têtes de prisonniers capturés parmi les fuyards des bandes d'Ahmadou», 1891, Musée de l'Armée.

À partir du début des années 1950, la volonté des grands négociants et des autorités coloniales françaises de mettre fin au paiement des coutumes traditionnelles versés aux royaumes du fleuve pour le passage fluvial des bateaux de commerce sur leurs territoires accrut considérablement les tensions dans toute la région. Les garnisons des postes de Bakel et de Senudebu (créée en 1845) furent alors augmentées, et il fut décidé d'y laisser en permanence une flottille d'au moins trois bâtiments pour rétablir la sécurité dans le haut fleuve. Les revendications des commerçants de Saint-Louis, réclamant la mise en œuvre d'une politique de conquête, furent satisfaites par la politique expansionniste du Second Empire, qui commença par la conquête et l'annexion, en aval du fleuve, du royaume du Waalo, en mars 1955. Au Gajaaga, la présence française se faisait de plus en plus pesante.
C'est dans ce contexte que de nombreux villages des alentours de Bakel se rapprochèrent du prophète El Haaj Umar, autour de 1854. Inquiètes, les autorités décidèrent en novembre 1854, de renforcer la garnison de Bakel tout en hésitant encore sur la politique à suivre. Faidherbe, nommé gouverneur en décembre 1854, déclencha l'offensive en avril 1855 dans le Haut-fleuve, et annexa le village de Bakel à la colonie française du Sénégal en août 1855, avant de partir fonder une autre forteresse militaire française plus en amont du fleuve, à Médine, dans le Khasso. Faidherbe amena les chefs politiques à signer des traités pour légitimer l'influence de la France, en utilisant l'hostilité de certains à l'égard d'El Haaj Umar. Ces traités avec le Kanmera et le Gidimaxa -le Gooy était déjà de fait sous leur domination - accordaient aux Français la liberté du commerce sans avoir à payer de coutume. Mais ils restèrent lettre morte et les partisans d'El Haaj Umar se remirent à intercepter les relations commerciales.
L'année 1858 marqua une étape importante de la colonisation française. en février 1858, furent signés des traités avec le Bundu et le Banbuxu qui en faisaient des partenaires commerciaux obligés et dociles. En août, l'annexion du Gooy supérieur (de Bakel à la Fallemme) à la colonie française du Sénégal était prononcée, tandis qu'était établi un protectorat sur le Gooy inférieur, de Tiyaabu à Denbankaani.

#### Opérations de pacification à la fin du19esiècle
En avril 1886, a lieu la bataille de Bakel. Le marabout Mamadou Lamine Dramé est vaincu par le roi Moussa Molo allié aux Français.
En 2003, le pavillon René Caillé, le fort, les trois tours militaires et le cimetière des circoncis ont été inscrits sur la liste des Monuments historiques. Cependant le pavillon, qui abrite aujourd'hui une famille bakeloise, souffre d'un état de délabrement avancé.

## Politique et administration
Bakel a été érigé en commune en 1960.
C'est le chef-lieu du département de Bakel, dans la région de Tambacounda.
L'actuel maire[Quand ?] de Bakel est Ibrahima Baba Sall. Ibrahima Diallo dit Demba Ka fut Le président du Conseil départemental jusqu'en 2022, il a été remplacé par Mapathé SY depuis Janvier 2022.[réf. nécessaire]

### Jumelages
Apt (France)

## Population et société

### Démographie
Lors des recensements de 1988 et 2002, Bakel comptait respectivement 7 659 et 10 653 personnes.
En 2007, selon les estimations officielles, la population s'élèverait à 12 751 habitants.
La population est principalement d'origine sarakholée, c'est-à-dire soninkée, mais Pulaars, Wolofs et Bambaras sont aussi représentés.

## Économie

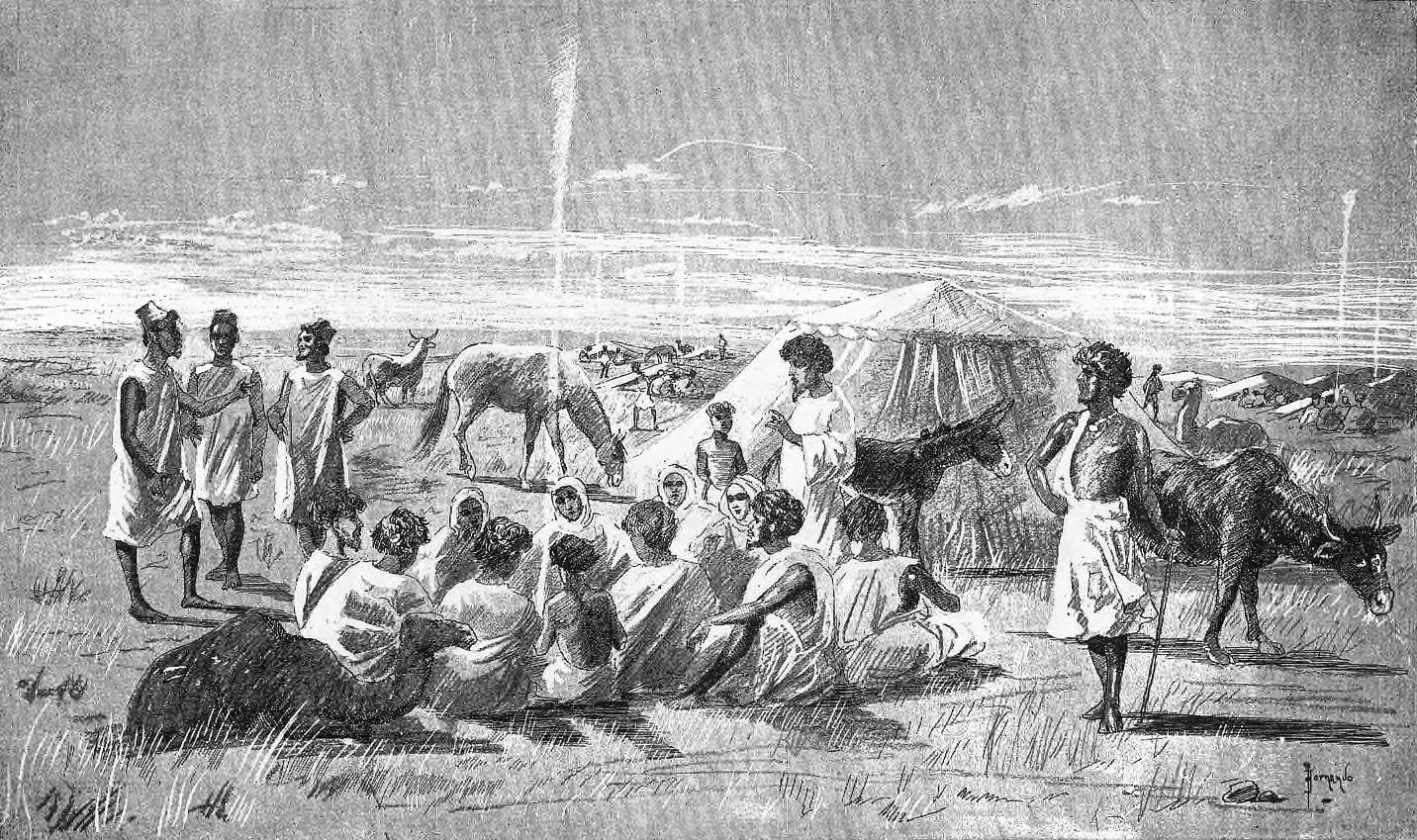
Maures traitant de la gomme à l'escale de Bakel (gravure de 1890)

Sous la période coloniale, la ville constitua une étape majeure de l'avancée française en Afrique noire. Elle devint assez prospère grâce au commerce de la gomme et de l'arachide.

## Culture locale et patrimoine
Le Fort de Bakel ou Fort Faidherbe, est édifié entre 1818 et 1819 sur une colline surplombant la ville.

## Personnalités liées à Bakel
- Joannès Barbier (1854-1909), photographe français
- Cheikh Abdoul Khadre Cissokho (1936-) : ingénieur agronome et ex président de l'assemblée nationale du Sénégal, a passé son enfance à Bakel ;
- Moussa Yoro Bathily (1946-) : cinéaste né près de Bakel ;
- Booba (1976-) : rappeur français dont le père est originaire de Bakel, il y fait d'ailleurs référence dans sa chanson Bakel City Gang.
- Omar Sy (1978-) : acteur français dont les parents sont originaires de Bakel ;
- Diafra Sakho (1989-) : footballeur dont les parents sont originaires de Bakel.